# Kanton Villeneuve-lès-Avignon
Der französische Kanton Villeneuve-lès-Avignon ist seit 1801 ein Kanton im Département Gard und im Arrondissement Nîmes. Er hat den Hauptort Villeneuve-lès-Avignon und umfasst fünf Gemeinden, wobei seine Zusammensetzung bei einer 2015 vollzogenen landesweiten Neugliederung der Kantone unverändert blieb.

## Gemeinden
Der Kanton besteht aus fünf Gemeinden mit insgesamt 35.719 Einwohnern (Stand: 1. Januar 2022) auf einer Gesamtfläche von 106,04 km²:
| Gemeinde                      | Einwohner 1. Januar 2022 | Fläche km² | Dichte Einw./km² | Code INSEE | Postleitzahl |
| ----------------------------- | ------------------------ | ---------- | ---------------- | ---------- | ------------ |
| Les Angles                    | 8.694                    | 17,64      | 493              | 30011      | 30133        |
| Pujaut                        | 3.911                    | 23,50      | 166              | 30209      | 30131        |
| Rochefort-du-Gard             | 8.067                    | 34,03      | 237              | 30217      | 30650        |
| Saze                          | 2.097                    | 12,60      | 166              | 30315      | 30650        |
| Villeneuve-lès-Avignon        | 12.950                   | 18,27      | 709              | 30351      | 30400        |
| Kanton Villeneuve-lès-Avignon | 35.719                   | 106,04     | 337              | 3023       | –            |